# Gerry Carson
Gérald George Carson, surnommé Gerry Carson, (né le 10 octobre 1905 à Parry Sound, dans la province de l'Ontario au Canada — mort le 23 août 1956 à Grimsby, également en Ontario) est un joueur professionnel canadien de hockey sur glace qui évoluait au poste de défenseur.

## Biographie
Frère cadet de Bill et de Frank Carson, tous deux joueurs professionnels, il suit leurs traces et commence une carrière en 1927 avec les Arrows de Philadelphie dans la Canadian-American Hockey League. Il joue 26 matchs avec les Canadiens de Montréal dans la Ligue nationale de hockey avant d'être prêté aux Rangers de New York pour la fin de la saison 1928-1929. Il marque son premier point dans la LNH la saison suivante avec les Canadiens qui remportent la Coupe Stanley cette année-là. Il est ensuite échangé avec Jean Pusie et de l'argent contre Johnny Gagnon aux Reds de Providence. En 1932, il est de retour avec les Canadiens avec lesquels il joue trois saisons complètes. Une blessure au genou lui fait manquer toute la saison 1935-36. Il est ensuite échangé aux Maroons de Montréal avec lesquels son frère Frank a remporté la Coupe Stanley en 1926 et où il joue une dernière saison avant de prendre sa retraite.

## Statistiques
Pour les significations des abréviations, voir Statistiques du hockey sur glace.
| Saison     | Équipe                 | Ligue      |     | Saison régulière | Saison régulière | Saison régulière | Saison régulière | Saison régulière |   | Séries éliminatoires | Séries éliminatoires | Séries éliminatoires | Séries éliminatoires | Séries éliminatoires |
| Saison     | Équipe                 | Ligue      | PJ  | B                | A                | Pts              | Pun              | PJ               | B | A                    | Pts                  | Pun                  |                      |                      |
| 1922-1923  | Athletics de Woodstock | OHA-Jr.    |     |                  |                  |                  |                  |                  |   |                      |                      |                      |                      |                      |
| 1923-1927  | Peach Kings de Grimsby | OHA-Sr.    |     |                  |                  |                  |                  |                  |   |                      |                      |                      |                      |                      |
| 1927-1928  | Arrows de Philadelphie | Can-Am     | 37  | 7                | 4                | 11               | 38               |                  |   |                      |                      |                      |                      |                      |
| 1928-1929  | Canadiens de Montréal  | LNH        | 26  | 0                | 0                | 0                | 4                |                  |   |                      |                      |                      |                      |                      |
| 1928-1929  | Rangers de New York    | LNH        | 14  | 0                | 0                | 0                | 5                | 5                | 0 | 0                    | 0                    | 0                    |                      |                      |
| 1929-1930  | Canadiens de Montréal  | LNH        | 35  | 1                | 0                | 1                | 8                | 6                | 0 | 0                    | 0                    | 0                    |                      |                      |
| 1929-1930  | Reds de Providence     | Can-Am     | 6   | 1                | 0                | 1                | 19               |                  |   |                      |                      |                      |                      |                      |
| 1930-1931  | Reds de Providence     | Can-Am     | 38  | 4                | 2                | 6                | 84               | 2                | 0 | 0                    | 0                    | 14                   |                      |                      |
| 1931-1932  | Reds de Providence     | Can-Am     | 40  | 9                | 5                | 14               | 77               | 5                | 1 | 0                    | 1                    | 8                    |                      |                      |
| 1932-1933  | Canadiens de Montréal  | LNH        | 48  | 5                | 2                | 7                | 53               | 2                | 0 | 0                    | 0                    | 2                    |                      |                      |
| 1933-1934  | Canadiens de Montréal  | LNH        | 48  | 5                | 1                | 6                | 51               | 2                | 0 | 0                    | 0                    | 2                    |                      |                      |
| 1934-1935  | Canadiens de Montréal  | LNH        | 48  | 0                | 5                | 5                | 56               | 2                | 0 | 0                    | 0                    | 4                    |                      |                      |
| 1936-1937  | Maroons de Montréal    | LNH        | 42  | 1                | 3                | 4                | 28               | 5                | 0 | 0                    | 0                    | 4                    |                      |                      |
| Totaux LNH | Totaux LNH             | Totaux LNH | 261 | 12               | 11               | 23               | 205              | 22               | 0 | 0                    | 0                    | 12                   |                      |                      |

## Parenté dans le sport
- Frère des joueurs Bill et Frank Carson.